# (32172) 2000 NB11
2000 NB11 (asteroide 32172) é um asteroide da cintura principal. Possui uma excentricidade de 0.20143930 e uma inclinação de 1.39066º.
Este asteroide foi descoberto no dia 10 de julho de 2000 por Paulo R. Holvorcem em Valinhos.